# Uono-gawa

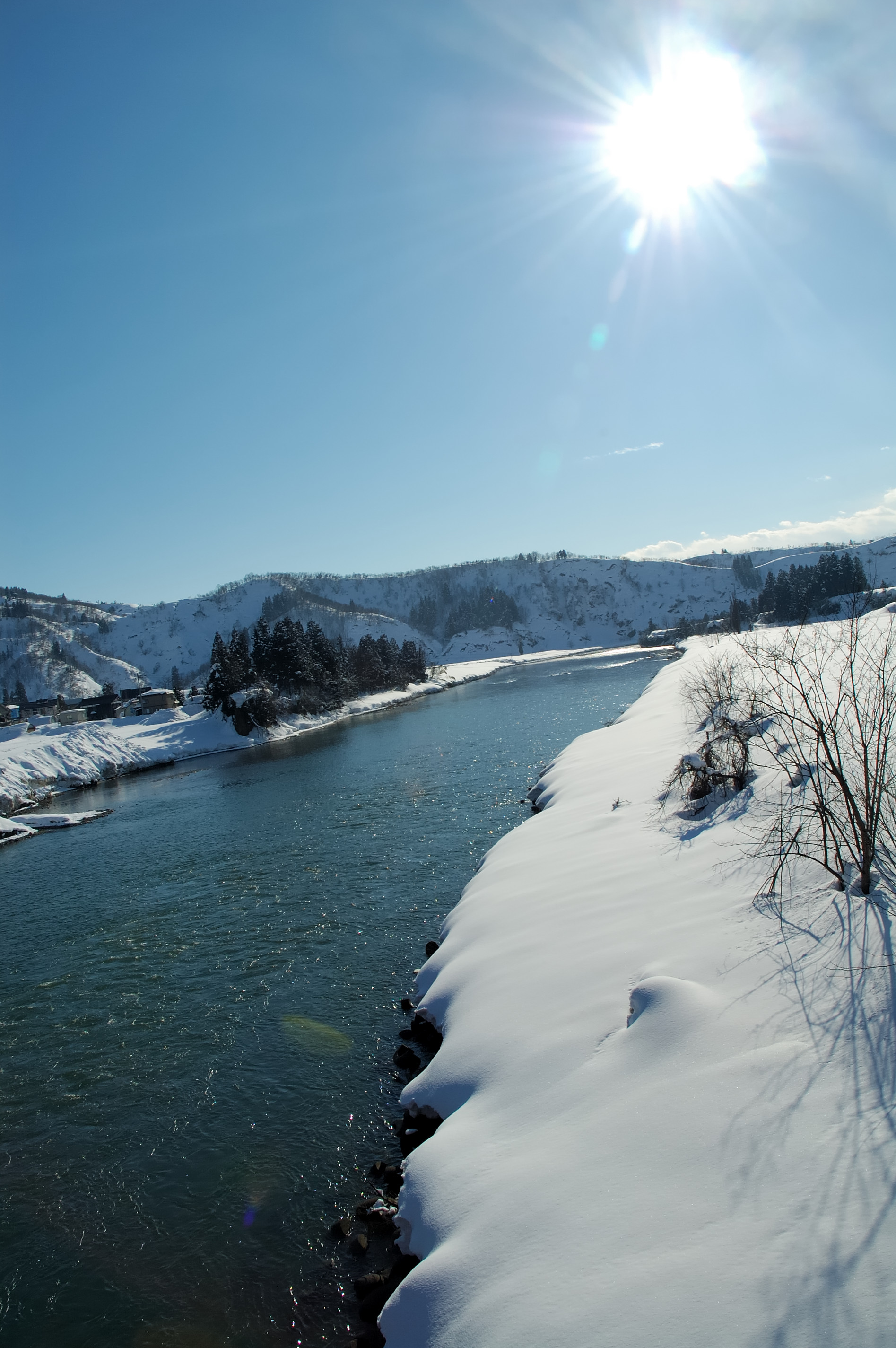
L'Uono-gawa en hiver.

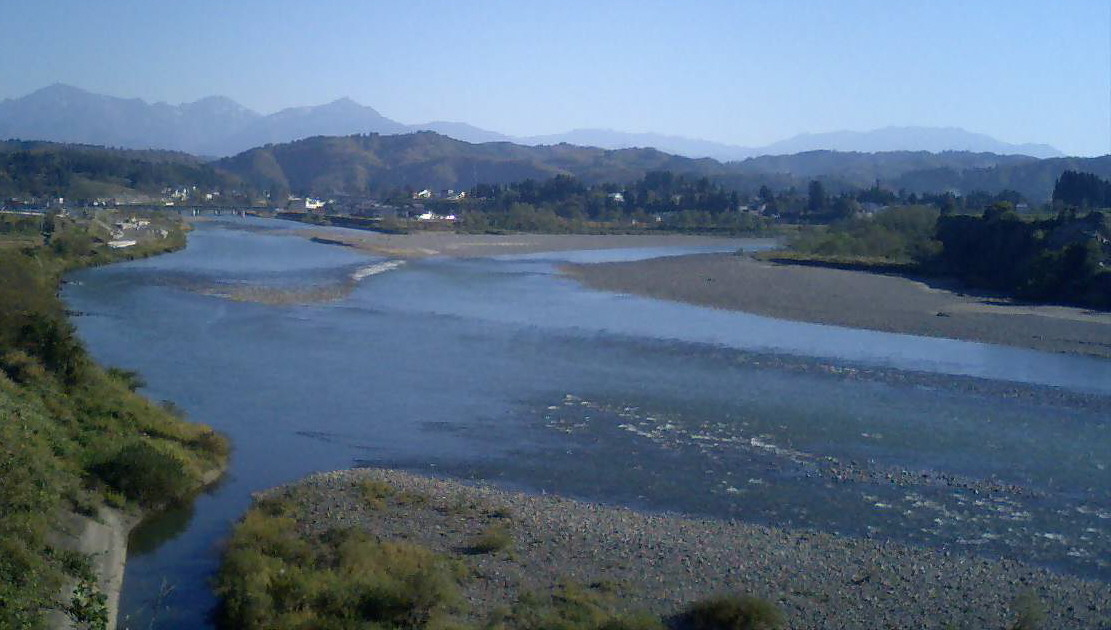
Confluence des rivières Uono et Shinano.

L'Uono-gawa (魚野川) est une rivière de la préfecture de Niigata au Japon. Il se jette dans la Shinano-gawa, plus long cours d'eau du Japon. Il est adapté à la pêche sportive et peut-être au rafting mais pas pour la baignade.